# Parlamentswahl in Nordzypern 2018
| QS Ereignisse | Dieser Artikel wurde aufgrund von inhaltlichen Verbesserungsmöglichkeiten auf der Qualitätssicherungsseite des WikiProjekts Ereignisse eingetragen. Dies geschieht, um die Qualität der Artikel aus diesem Themengebiet auf ein höheres Niveau zu bringen. Bitte hilf mit, die inhaltlichen Lücken oder Probleme dieses Artikels zu beseitigen, und beteilige dich an der Diskussion! |  |

- TDP: 3
- CTP: 12
- HP: 9
- DP: 3
- UBP: 21
- YDP: 2

Die vorgezogenen Parlamentswahlen in Nordzypern fanden am 7. Januar 2018 statt.
Zu den vorgezogenen Parlamentswahlen traten insgesamt acht Parteien an.  Die Volkspartei (HP) und die Wiedergeburtspartei (YDP) schafften es nach ihrer ersten Wahl den Einzug. Die Vereinigte Zypern-Partei (BKP) und die Nationalistische Demokratiepartei (MDP) scheiterte jedoch an der 5-Prozent-Hürde.
Zwar bildete die CTP zusammen mit der HP, TDP und der DP eine Koalition, jedoch verließ die Volkspartei das Bündnis zu Gunsten einer Koalition mit der UBP.

## Wahlsystem
Es herrscht eine 5 %-Hürde für alle Parteien. Jeder Wähler besitzt die Möglichkeit so viele Stimmen abzugeben wie es Sitze im jeweiligen Wahlkreis zu vergeben sind.

## Ergebnis
| Ulusal Birlik Partisi (UBP, nationalkonservativ)    | 1.920.517 | 35,6 | 21 | +7 |
| Cumhuriyetçi Türk Partisi (CTP, sozialdemokratisch) | 1.129.938 | 20,9 | 12 | −9 |
| Halkın Partisi (HP, zentristisch)                   | 920.490   | 17,1 | 9  | +9 |
| Toplumcu Demokrasi Partisi (TDP, Mitte-links)       | 466.369   | 8,6  | 3  | ±0 |
| Demokrat Parti (DP, konservativ)                    | 421.792   | 7,8  | 3  | -9 |
| Yeni Doğuş Partisi (YDP, nationalistisch)           | 376.826   | 7,0  | 2  | +2 |
| Birleşik Kıbrıs Partisi (BKP, sozialistisch)        | 143.863   | 2,7  | 0  | ±0 |
| Andere                                              | 14.054    | 0,3  | 0  | 0  |
| insgesamt                                           | 5.393.849 | 100  | 50 | ±0 |
| Wahlberechtigte/Wahlbeteiligung                     | 190.553   | 66,1 | –  | –  |
| Quelle: BRTK                                        |           |      |    |    |